# Wagneriana turrigera
Wagneriana turrigera là một loài nhện trong họ Araneidae.
Loài này thuộc chi Wagneriana. Wagneriana turrigera được Ehrenfried Schenkel-Haas miêu tả năm 1953.